# Setaphora patiencei
Setaphora patiencei is een pissebed uit de familie Philosciidae. De wetenschappelijke naam van de soort is voor het eerst geldig gepubliceerd in 1908 door Bagnall.